# 27인의 표류자
《27인의 표류자》(Seven Waves Away, 미국에서의 제목: Abandon Ship! 및 Seven Days From Now)는 영국에서 제작된 리처드 세일 감독의 1957년 모험, 드라마, 스릴러 영화이다. 타이론 파워 등이 주연으로 출연하였다.

## 출연

### 주연
- 타이론 파워
- 마이 제털링
- 로이드 놀런

### 조연
- 스티븐 보이드
- 모이라 리스터
- 제임스 헤이터

## 같이 보기
- 생존 영화